# فرانك باولين
فرانك باولين (بالإنجليزية: Frank Paulin)‏ هو مصور وفنان أمريكي، ولد في 1926.